# China Times (Nederland)
China Times (中荷商報) is in 2003 begonnen als een Chinese krant in Nederland. Deze krant is gratis af te halen bij vrijwel alle Chinese winkels en toko's, zoals: Amazing Oriental en Wah Nam Hong in Den Haag, Amsterdam, Rotterdam en nog meer steden. Tevens is de krant te vinden in diverse hotels en op de vluchten van China Southern Airlines en China Eastern Airlines. De krant verschijnt 9 keer per jaar (2021) en heeft een oplage van 50.000 exemplaren.
Naast printmedia heeft China Times ook een actief WeChat kanaal met meer dan 20.000 volgers (2021) waarop elke dag nieuws over Nederland en China wordt gedeeld.
De missie van China Times is om een brug te slaan tussen Nederland en China door de Chinezen in Nederland op de hoogte te houden van alles wat om hen heen gebeurd. Andersom kan het media kanaal ook een verbinding creëren voor Nederlandse bedrijven die de Chinese gemeenschap proberen te bereiken. Door deze belangrijke contributie, wordt China Times regelmatig benaderd door Nederlandse instanties alsmede de Chinese overheid om belangrijke evenementen bij te wonen en delegaties op te vangen. Dit resulteert dat China Times een van de bekendste en meest toonaangevend Chinees talige kranten is in Nederland. 
Het motto van de krant luidt: 'Het nieuwskanaal voor de Nederlandse Chinezen'. 
De hoofdredactie van de krant bevindt zich aan de Gedempte Burgwal nummer 45 in de Chinese buurt van Den Haag.

## Geschiedenis
China Times is in 2003 opgericht door Atom Zhou een Haagse ondernemer met een Chinese achtergrond. Zhou is erg betrokken bij de Chinese gemeenschap van Nederland en vond dat er een media kanaal moest komen om de Chinezen, die de Nederlandse taal niet machtig zijn, op de hoogte te brengen van de gebeurtenissen in Nederland. Vastbesloten om een brug te slaan tussen Nederland en China, besloot hij om de krant gratis uit te geven zodat elke Chinees in Nederland toegang heeft tot het laatste nieuws.
De China Times begon in het Haagse Chinatown maar werd al gauw populairder. Dit resulteerde erin dat de krant verder werd gedistribueerd in andere grote steden zoals: Amsterdam en Rotterdam. Door de samenwerking met Amazing Oriental en andere instanties, werd de krant ook verder verspreid in andere steden in Nederland waar veel Chinezen samenkomen.

### Focus op toerisme
Door de populariteit van de krant binnen de Chinese gemeenschap, werd China Times ook steeds aantrekkelijker voor adverteerders die de Chinese doelgroep wensen te bereiken. Toen China Times werd verkozen als de krant die op de vluchten mee mocht van China Southern Airlines en China Eastern Airlines, heeft de krant er een nieuwe doelgroep bij. Naast de Nederlandse Chinezen, focust China Times zich nu ook op Chinese toeristen en expats. Dit resulteerde in de groei van de distributie van China Times. Naast de gebruikelijke toko's in Chinatown's, is China Times ook verkrijgbaar in diverse hotels. Het media kanaal werd hierdoor ook aantrekkelijk als advertentiemedium voor Nederlandse bedrijven, zoals diverse musea en warenhuizen.

### Nieuw formaat en inhoud
Door de groeiende populariteit, heeft China Times in 2018 besloten om het uiterlijk en inhoud van de krant aan te passen. Zo werd het formaat aangepast naar 265 mm bij 380 mm, werd de kwaliteit van het papier verbeterd en kwam er een extra kleur coating waardoor de kleuren er nog meer uitsprongen. De verandering van de maten zorgde ervoor dat de krant handzamer werd. De lezers konden de krant makkelijker vasthouden tijdens het eten in de Chinese restaurants of tijdens de vluchten. Ook kreeg de krant een complete cover in plaats van de gebruikelijke voorkant van de krant die voornamelijk uit tekst bestond. De covers creëerde nieuwe advertentieruimte. Hiermee kon China Times ook de toon aangeven van de desbetreffende editie.
De krant kreeg ook meer inhoud. Zo ontstonden er categorieën zoals: 'travel', 'fashion' en 'food', wat de nieuwe generatie lezers erg aansprak. Door deze vernieuwingen kreeg China Times een speelser en frisser imago. Ook is de krant daardoor goed te onderscheiden van de andere Chinese kranten in Nederland.

## WeChat nieuwskanaal
Naast print media beschikt China Times ook over een WeChat nieuwskanaal. Op WeChat post China Times dagelijks 5 nieuwsartikelen over Nederland en China. De China Times WeChat kanaal is ontstaan zodat men vaker en sneller het laatste nieuws kan publiceren. Deze vorm van communicatie zorgt ook voor interactie met de lezers die reacties kunnen achterlaten.